# 艮
艮（ごん）は八卦の一つ。卦の形は☶であり、初爻・第2爻は陰、第3爻は陽で構成される。または六十四卦の一つであり、艮為山。艮下艮上で構成される。

## 卦象
山・止・狗・手・少男・鼻・胃・左足・相続・関節・骨格・節度などを象徴する。方位としては東北（地支では丑と寅の間）を示す。急激に暗闇から明るくなる時間帯（1時から5時まで）なので停止・再出発・つなぎめの意味もある。
納甲では丙、五行の火、五方の南が当てられる。

## 方角
方角としては北東の方角となる。全方位（東西南北）を十二支で12等分した場合、北東、東南、南西、西北が表現できないため、これと別に北から時計回りに坎（かん）、艮（ごん）、震（しん）、巽（そん）、離（り）、坤（こん）、兌（だ）、乾（けん）の八卦を使って方角を表現した。丑（うし）と寅（とら）の間であることから艮は「うしとら」とも読まれ、名字にも用いられている。

## 先天図
伏羲先天八卦における次序は七であり、方位は四隅卦の一つで西北に配される。陰陽消息は二陰で陰が極まる坤卦の一歩手前である。